# Euodosz
Euodosz (Római császárkor?) ókori görög epigrammaköltő.
Élete, költői működése szinte teljesen ismeretlen, működésének idejét illetőleg is csak találgatásokba bocsátkozhatunk. Ránk mindössze két egysorosa maradt, az Anthologia Graeca részeként. Az első így szól:
Mímes Ekhó: hangok seprője, szavaknak uszálya.